# Helicoverpa armigera

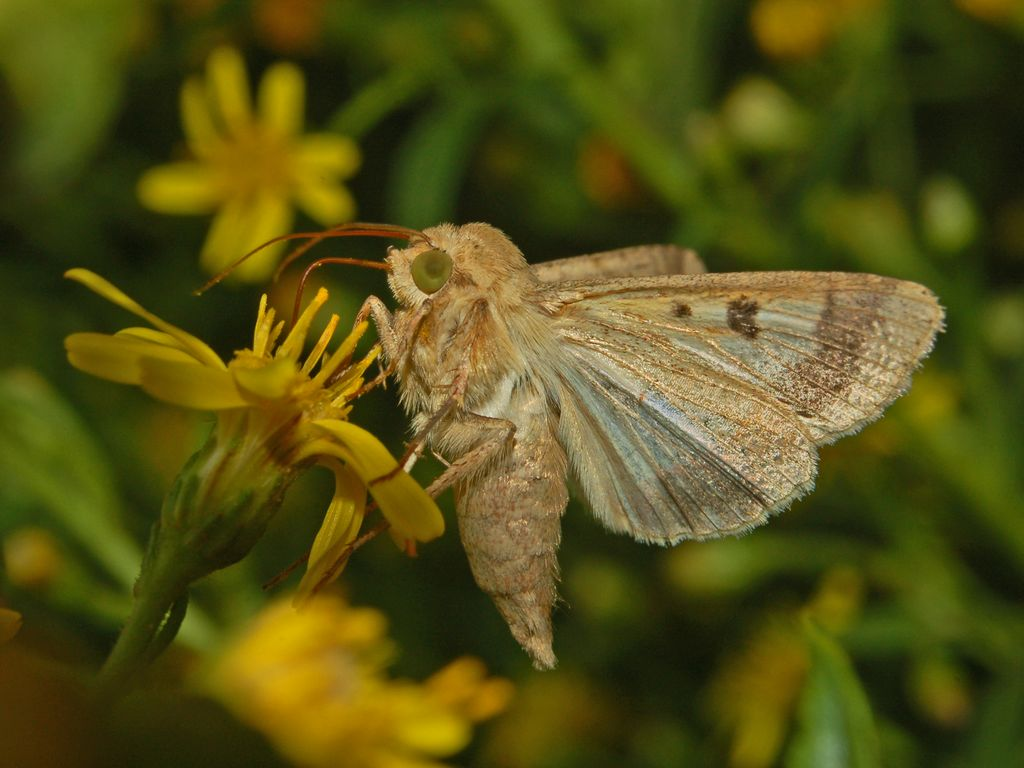
Helicoverpa armigera

Helicoverpa armigera, là một loài sâu bướm trong chi Helicoverpa, ở Vương quốc Anh, loài này là loài di cư. Ấu trùng loài bướm ăn nhiều loài cây, bao gồm cây trồng quan trọng như bông vải.
Loài này phân bố rộng rãi ở Trung và Nam Âu, châu Á ôn hòa, châu Đại Dương. Đây là loài di cư có thể đến tận Scandinavia và các lãnh thổ phía bắc khác.

## Phân bố
Loài này bao gồm hai phân loài: Helicoverpa armigera armigera bản địa phổ biến ở trung và nam châu Âu, ôn đới châu Á và châu Phi; Helicoverpa armigera conferta bản địa Australia, và châu Đại Dương.  Phân loài trước gần đây cũng đã được xác nhận là đã xâm lược thành công Brazil và kể từ đó đã lan rộng trên phần lớn Nam Mỹ và đến vùng Caribê. Nó là một loài di cư, có thể đến Scandinavia và các vùng lãnh thổ phía bắc khác.

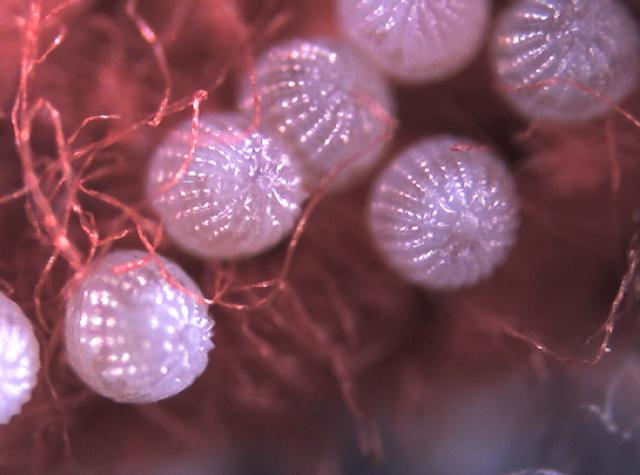
Trứng

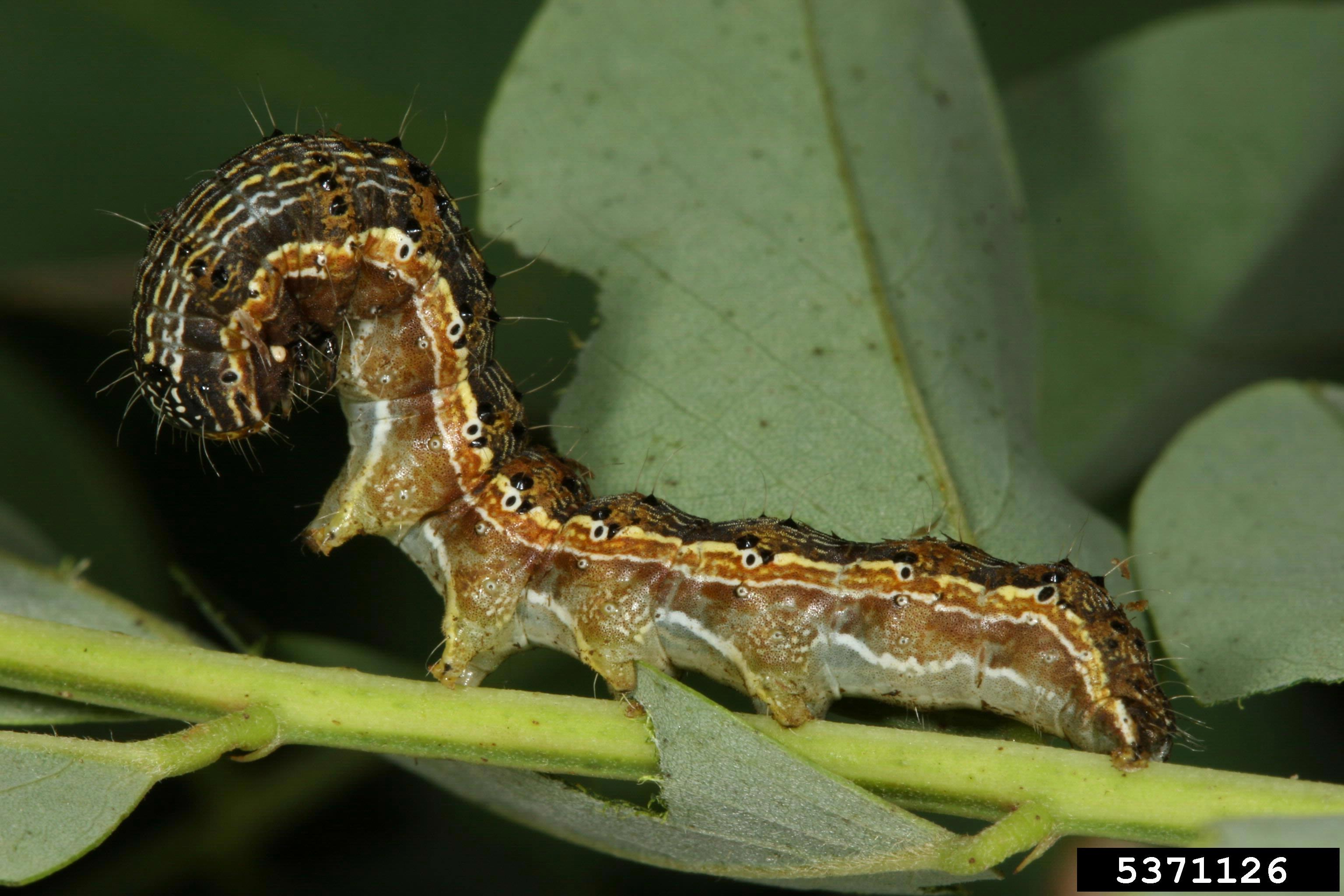
Sâu bướm

## Hình thái học
Bướm rất đa dạng cả về kích thước và màu sắc. Chiều dài cơ thể khác nhau giữa 12 và 20 milimét (1⁄2 và 3⁄4 in) với sải cảnh 30–40 milimét (1+1⁄4–1+1⁄2 in). Các cánh trước có màu hơi vàng đến cam ở con cái và màu xám xanh ở con đực, với dải ngang sẫm hơn một chút ở phần ba phía xa. Các đường cắt ngang bên ngoài và đường cận biên và điểm hình thận được khuếch tán. Các cánh sau có màu vàng nhạt với một dải màu nâu hẹp ở mép ngoài và một đốm tròn sẫm ở giữa.

## Vòng đời
Sâu đục quả bông cái có thể đẻ vài trăm trứng, phân bố trên nhiều bộ phận khác nhau của cây. Trong điều kiện thuận lợi, trứng có thể nở thành ấu trùng trong vòng ba ngày và toàn bộ vòng đời có thể hoàn thành chỉ trong hơn một tháng.
Trứng có hình cầu đường kính 0,4 đến 0,6 mm, và có bề mặt có gân. Chúng có màu trắng, sau chuyển sang màu xanh lục.
Ấu trùng mất từ 13 đến 22 ngày để phát triển, đạt chiều dài tới 40 milimét (1+1⁄2 in) trong instar thứ sáu. Màu sắc của chúng có thể thay đổi, nhưng chủ yếu là màu xanh lục và vàng đến nâu đỏ. Đầu màu vàng với một số đốm. Ba sọc sẫm kéo dài dọc theo mặt lưng và một sọc nhạt màu vàng nằm dưới các gai ở mặt bên. Màu bụng ấu trùng nhợt nhạt. Chúng khá hung dữ, đôi khi ăn thịt và thậm chí có thể ăn thịt đồng loại là lẫn nhau. Nếu bị quấy rầy, chúng sẽ rơi khỏi cây và cuộn tròn trên mặt đất.
Nhộng phát triển bên trong một Kén tơ hơn 10 đến 15 ngày trong đất ở độ sâu 4–10 xentimét (1+1⁄2–4 in), hoặc trong quả bông hoặc tai ngô.

## Hình ảnh

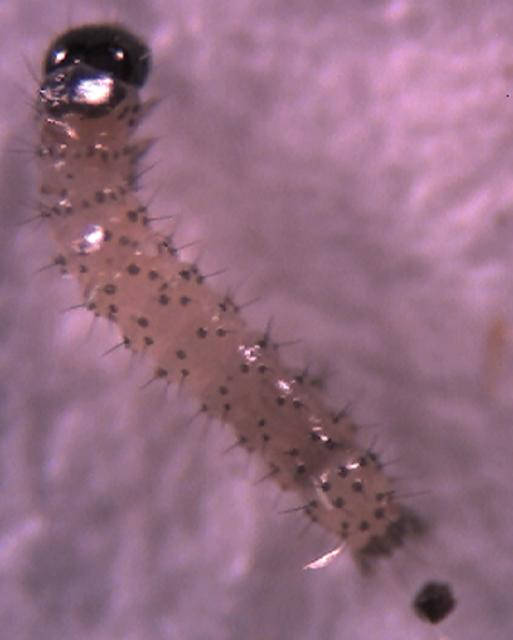
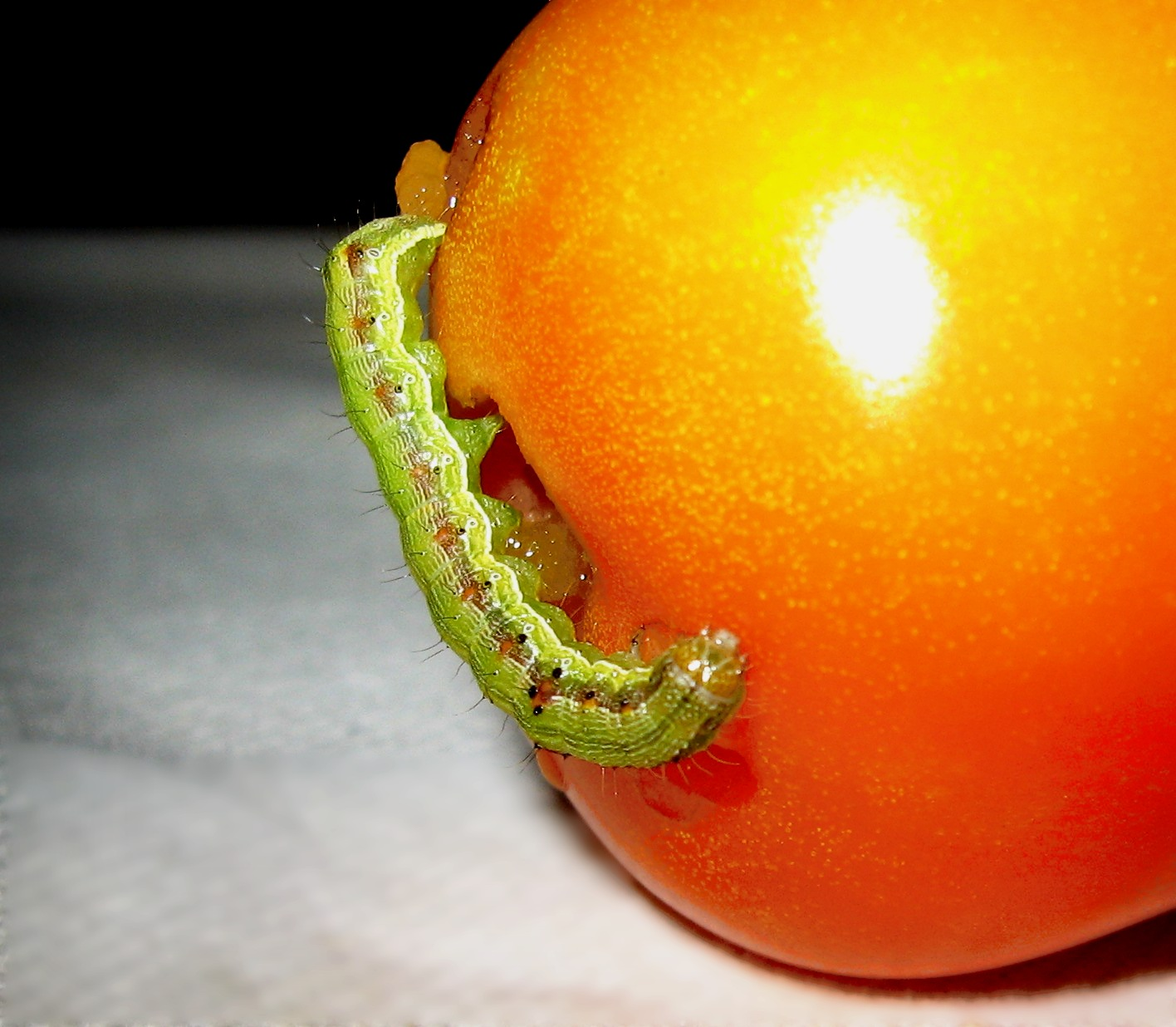
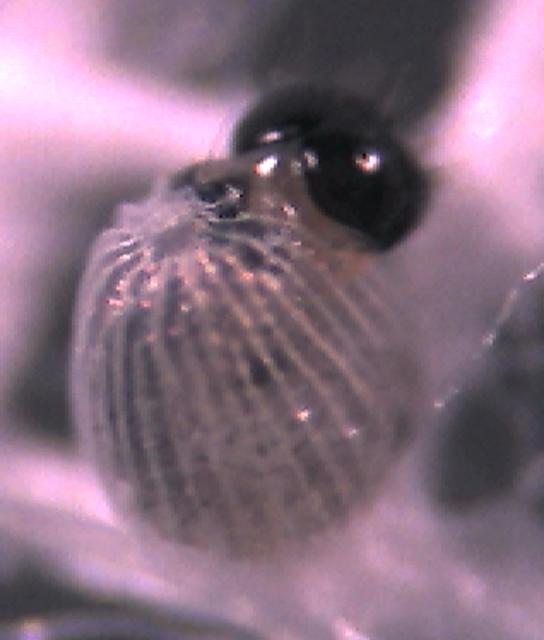
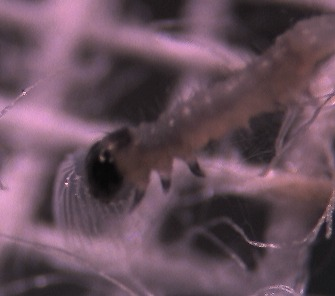